# IDEC Sport
Die IDEC Sport ist ein französischer Trimaran, der für Langstreckenrekorde entworfen wurde.

## Rigg und Besegelung
Die IDEC Sport hat einen Mast und fährt mit Sluptakelung auf Kursen am Wind maximal 411 m², raumschots (Wind von schräg hinten) maximal 678 m² Segelfläche.

## Rekorde
Das Boot war und ist Rekordhalter auf verschiedenen Strecken.
| Zeitraum                            | Strecke                               | Zeit              | aktueller Rekordhalter |
| ----------------------------------- | ------------------------------------- | ----------------- | ---------------------- |
| 26. März – 23. April 2007           | Cádiz–San Salvador (Bahamas)          | 9 d 13 h 30′ 18″  |                        |
| 23. Mai – 8. Juni 2007              | Miami–New York                        | 2 d 5 h 54′ 42″   |                        |
| 21. Juli 2007                       | 24-Stunden-Rekord                     | 794 Seemeilen     | Banque Populaire V     |
| 11. Juli – 25. Juli 2007            | Transatlantik (New York–Lizard Point) | 4 d 8 h 23′ 54″   | Banque Populaire V     |
| 15. Mai – 16. Mai 2009              | Marseille–Karthago                    | 17 h 56′ 33″      |                        |
| 31. Januar – 20. März 2010          | Jules Verne Trophy/Weltumsegelung     | 48 d 7 h 44′ 52″  |                        |
| 16. Dezember 2016 – 26. Januar 2017 | Jules Verne Trophy/Weltumsegelung     | 40 d 23 h 30′ 30″ |                        |